# 期待ショートフォール
数理ファイナンスにおいて、期待ショートフォール（きたいショートフォール、英: Expected shortfall, ES）は、確率変数Xに関してある閾値μを超える部分の期待値。確率変数Xを損失額とし閾値μを信頼水準1-α%におけるバリュー・アット・リスク(VaR)とすれば、損失がVaRを超える場合の平均損失となる。ESは、条件付バリュー・アット・リスク（じょうけんつきバリュー・アット・リスク、Conditional Value at Risk, CVaR）、アベレージ・バリュー・アット・リスク（Average Value at Risk, AVaR）、コンディショナル・テイル・エクスペクテーション（Conditional tail expectation, CTE）と呼ばれることもある。

## 定義
確率変数Xに関してμを閾値とする期待ショートフォールESは次のように定義される。
{\displaystyle ES=E(X|X\geq \mu )}
μは信頼水準1-α%におけるバリュー・アット・リスク(VaR)とされる。
具体的な計算手法としてはVaRと同様、分散共分散法、ヒストリカル法、モンテカルロ法が挙げられる。

## バリュー・アット・リスクとの比較

### 信頼区間外のリスクの捕捉と劣加法性
ESとVaRの間には下記の違いがある。
- ESは信頼区間外のリスク（テールリスク（英語版））を捕捉でき、VaRはできない[4]。
- ESは劣加法性を満たすと証明されており、VaRは特定の場合を除き劣加法性を満たさない[4]。リスク指標の劣加法性とは個別ポジションのリスクの和より全体のリスクのほうが小さい特性であり、ポートフォリオ分散によりリスク削減が見込まれるため、リスク指標が劣加法性を持つことは望ましいとされる[4]。

損益額が正規分布に従う場合、ESがVaRの定数倍になる（一例として、信頼水準99%のVaRは標準偏差の2.33倍、ESは標準偏差の2.67倍）ため、VaRもテールリスクの規模を測定できる。また、損益額が正規分布やt分布、パレート分布といった楕円分布族に従う場合はVaRが劣加法性を満たすことが証明されている。それ以外の場合ではVaRからESを直接計算することができず、分布によってはVaRが劣加法性を満たせない。

### 安定性
安定性の面ではVaRが勝るとされる。すなわち、乱数を使用して計算するという特性によりシミュレーションごとに値が異なるが、そのばらつきが少ない（標準偏差が低い）状態は「安定している」と呼ばれる。損益額が正規分布もしくはそれに近い場合、VaRとRSの安定性に大きな違いはないが、裾の重い分布の場合はRSの標準偏差がVaRより高い。その対処として、シミュレーション回数を増やすことで標準偏差が低くなり、安定性が高まる。このような状況により、2001年時点ではRS算出のためのソフトウェアやシステムが整っていないとされた。

### バックテスト
要するデータ量の多さにより、RSのバックテストは困難とされた。具体的には、1年間の終値（データ数250）でバックテストを行う場合、VaRは250件のデータをすべて使用できるが、ESはそのごく一部しか利用できない（FRTBで使用される97.5% ESの場合、利用できるデータは250件×(1-97.5%)≈6件しかない）。
このほか、2011年にVaRが顕在化可能（elicitable）で、RSが顕在化可能でないと証明されたことから、RSの正確なバックテストが不可能であるとする主張もある。顕在化可能なリスク指標の場合、その指標のスコアリング関数が存在し、スコアリング関数を利用して指標の計算モデルの評価ができる。RSが顕在化可能でないことで、「バックテストは不可能である」とする主張が生じた。
上記の主張により、2013年10月に発表された、トレーディング勘定の抜本的見直し(FRTB)の市中協議文書（Consultative Document）ではバックテストにVaRを使用するとされた。しかしVaRのバックテストではVaRの有効性しか検証できず、「テールリスクの部分が検証されない」という奇妙な結果となる。一時はESではなくエクスペクタイル（顕在化可能な指標の1つ）を用いるべきとする主張もあったが、2014年12月にMSCIの研究員がESでもバックテストは可能であるとする研究を発表した。すなわち、顕在化可能でなくてもバックテストは不可能ではなく、通常より複雑なだけである。

### その他
「VaRを超える場合の期待値」という定義により、{\displaystyle ES\geq VaR}が成り立つ。そのため、リスク指標をもとに所要自己資本賦課額を定める場合、VaRよりESのほうが多めの資本になり、より保守的な算出となる。
期待値を計算する性質上、確率変数Xと確率密度関数の積を積分する必要があり、計算負荷がVaRより大きい。
RSをポートフォリオ最適化に利用することができ、VaRではそのような利用が困難である。

## 歴史
ESのような考え方に基づくリスク指標は1977年には考案されたが、そのときはテールリスクや劣加法性について検討されなかった。
2013年10月にバーゼル銀行監督委員会が発表した、トレーディング勘定の抜本的見直し(FRTB)の市中協議文書（Consultative Document）で自己資本賦課額の計算においてVaRから97.5% ESに移行することが発表された。ただし、RSが顕在化可能でなく、バックテストが困難であることから、バックテストには引き続きVaRが使用された。その後、2014年12月にRSのバックテスト手法が提案されたが、2019年1月に発表されたFRTBの基準文書の最終版においてもバックテストにVaRが使用されるままだった。
上場デリバティブ取引における証拠金計算にもESを使用する動きがあり、日本証券クリアリング機構では2023年12月現在先物、オプション、クレジット・デフォルト・スワップ(CDS)、金利スワップ取引の証拠金計算にヒストリカル法で計算したESを使用し、現物取引にVaRを使用する。このうち、金利スワップ取引は2014年11月にWorst Case Loss方式（過去の1,250日間における最大損失額）からESに移行し、先物、オプション取引は2023年11月にSPAN方式からESに移行した。

## 関連図書
- Artzner, Philippe; Delbean, Freddy; Eber, Jean-Marc; Heath, David (1997). "Thinking Coherently". Risk (英語). 10: 68–71.
- Artzner, Philippe; Delbean, Freddy; Eber, Jean-Marc; Heath, David (1999). "Coherent Measures of Risk". Mathematical Finance (英語). 9 (3): 203–228. doi:10.1111/1467-9965.00068。
- Embrechts, Paul; Klüppelberg, Claudia; Mikosch, Thomas (2003). Modelling Extremal Events for Insurance and Finance (英語). Springer. p. 294. ISBN 3-540-60931-8. ISSN 0172-4568。